# Euonymus javanicus
Euonymus javanicus är en benvedsväxtart som beskrevs av Bl. Euonymus javanicus ingår i släktet Euonymus och familjen Celastraceae. Inga underarter finns listade.